# Hendrik Kruger
Pour les articles homonymes, voir Kruger.
Hendrik Kruger (né le 30 juillet 1991 à Potchefstroom) est un coureur cycliste sud-africain.

## Palmarès sur route

### Par année
- 2013
  - 3e étape du Tour du Loiret
  - Prix de Varennes-Saint-Sauveur
  - Pick 'n Pay OFM Classic
  - 10e du championnat d'Afrique sur route
- 2014
  - Kremetart Cycle Race
  - Badplaas Tour :
    - Classement général
    - 1re étape
- 2015
  -  Médaillé d'or du contre-la-montre par équipes aux Jeux africains (avec Shaun-Nick Bester, Gustav Basson et Reynard Butler)
  - Mayday Classic
  - 2e de la PMB Road Classic
  - 2e de la Hibiscus Cycle Classic
- 2016
  - 3e du Mpumalanga Tour
- 2019
  - Amashova Durban Classic
- 2021
  - 2e du Tour du Cap

### Classements mondiaux
| Année                                 | 2014 | 2015 | 2016 | 2017 | 2018 | 2019  | 2020  |
| ------------------------------------- | ---- | ---- | ---- | ---- | ---- | ----- | ----- |
| Classement mondial                    |      |      | nc   | nc   | nc   | 2400e | 1666e |
| UCI Africa Tour                       | 153e | 14e  | nc   | nc   | nc   | 144e  | 68e   |
|                                       |      |      |      |      |      |       |       |
| Légende : nc = non classéSource : UCI |      |      |      |      |      |       |       |

## Palmarès sur piste

### Championnats d'Afrique
- Pietermaritzburg 2015
  -  Champion d'Afrique de poursuite individuelle
  -  Champion d'Afrique de poursuite par équipes (avec Morne van Niekerk, Stefan de Bod et Kellan Gouveris)

### Championnats d’Afrique du Sud
- 2015
  -  Champion d'Afrique du Sud de poursuite